# Crítica: Revista Hispanoamericana de Filosofía
Crítica: Revista Hispanoamericana de Filosofía es una revista de filosofía editada en México desde 1967.

## Historia
Editada por el Instituto de Investigaciones Filosóficas de la Universidad Nacional Autónoma de México, fue fundada en 1967 por Alejandro Rossi, Fernando Salmerón y Luis Villoro. Está escrita en castellano e inglés. Hacia 1980 fue considerada una de las publicaciones más importantes en lengua española en el campo de la filosofía analítica.
Se encuentra indexada en bases de datos, resúmenes e índices como SciELO, Dialnet, JSTOR, ERIH PLUS, Latindex, Scopus, Arts and Humanities Citation Index, CARHUS PLUS, Filos, The Philosopher’s Index o Ulrich’s Periodical Directory.